# Al-Qahir
Abū Manṣūr Muḥammad al-Qāhir bi-llāh  (Baghdad, 899 – Baghdad, 950) è stato il diciannovesimo Califfo della dinastia abbaside e regnò dal 932 al 934.

## Biografia
Dopo l'uccisione del precedente Califfo al-Muqtadir, i cortigiani, temendo che il figlio (il futuro califfo al-Radi) si volesse vendicare su di loro della morte del padre, decisero di nominare nuovo califfo il fratellastro del defunto Califfo, al-Qāhir, che si dimostrò addirittura peggiore per loro di al-Muqtadir. Nonostante esteriormente apparisse un uomo pio e giusto, in realtà il nuovo Califfo si lasciò andare ad ogni sorta di crudeltà, torturando anche la madre di al-Muqtadir e i suoi figli, per costringerli a consegnargli le ricchezze che avevano accumulato durante il regno del fratellastro. Molti riuscirono a fuggire prima di finire nelle sue mani.
Fece murare vivo un suo nipote, sospettato di cospirazione. Al-Qahir, quindi, a causa del suo comportamento, si fece subito molti nemici. L'ex vizir Ibn Muqla organizzò una cospirazione, e il califfo venne aggredito durante la notte quando era ubriaco. Al suo rifiuto di abdicare, gli vennero cavati gli occhi, e fu gettato in prigione nel 934. Gli succedette al trono al-Radi, il figlio di al-Muqtadir inizialmente estromesso dalla successione.
Undici anni dopo venne liberato, e fu più volte avvistato a Baghdad vestito con stracci da mendicante e sandali di legno.